# Anthurium betanianum
Anthurium betanianum är en kallaväxtart som beskrevs av Thomas Bernard Croat. Anthurium betanianum ingår i släktet Anthurium och familjen kallaväxter. Inga underarter finns listade.